# Звягін Анатолій Іларіонович
Анатолій Іларіонович Звягін (14 листопада 1937, с. Панютине, Харківська область — 4 травня 1991, Харків) — фізик-експериментатор, доктор фізико-математичних наук, професор, член-кореспондент АН УРСР, лауреат Державної премії УРСР у галузі науки і техніки, директор Фізико-технічного інституту низьких температур АН УРСР (1988—1991). Відомий як автор піонерських досліджень динамічних (у широкій області частот, включаючи радіочастотний, інфрачервоний і оптичний діапазони), магнітних, і теплових властивостей низькосиметричних і низьковимірних магнітних діелектриків.

## Біографія
У 1959 році закінчив радіофізичний факультет Харківського державного університету.
Після закінчення університету працював інженером на одному з підприємств космічної галузі; він брав участь у підготовці до запусків перших космічних кораблів.
У 1961 році вступив до аспірантури Фізико-технічного інституту низьких температур (ФТІНТ) АН УРСР. 1966 року захистив кандидатську дисертацію «Особливості інфрачервоних спектрів антиферомагнітних сполук кобальту». Керівниками роботи були Б. І. Вєркін (засновник ФТІНТ, у той час директор інституту) і В. В. Єременко. 
З 1966 — керівник відділу радіоспектроскопії напівпровідників і діелектриків (згодом відділ інфрачервоної і радіоспектроскопії магнітовпорядкованих систем). 
У 1974 захистив докторську дисертацію «Особливості енергетичного спектра й фазових переходів у магнетиках з низькою симетрією кристалічної решітки». З 1976 року був заступником директора ФТІНТ з наукової роботи. Звання професора було надано у 1978 році.
У 1985 році був обраний членом-кореспондентом АН УРСР за фахом «Експериментальна фізика твердого тіла». 
У 1991 році став лауреатом Державної премії УРСР у галузі науки і техніки за цикл робіт «Виявлення й дослідження нових типів резонансів, структур і магнітопружних аномалій в низьковимірних антиферомагнетиках». Автор і співавтор більш ніж 150 наукових праць. Під його керівництвом були захищені 15 кандидатських дисертацій. П'ять його учнів стали докторами наук. Був членом редколегії журналу «Фізика низьких температур». А. І. Звягін вів активну педагогічну діяльність, читав лекції в Харківському державному університеті й Харківському політехнічному інституті. З 1988 й до 1991 року був директором ФТІНТ АН УРСР.
Лауреат Національної премії України імені Бориса Патона 1991 року за цикл робот "Виявлення та дослідження нових типів резонансів, структур і магнітопружних аномалій в низькорозмірних антиферомагнетиках" (у співавт.).

## Наукова діяльність
Наукова діяльність Звягіна була присвячена експериментальним дослідженням низькосиметричних і низьковимірних магнітодіелектричних систем при низьких температурах. 
Серед основних досягнень Звягіна і його співробітників - відкриття нових фаз і фазових перетворень у системах рідкісноземельних вольфраматів і молібдатів. Великої популярності набули його роботи, присвячені дослідженню низькочастотних гілок енергетичного спектра сильно анізотропних магнетиків і шаруватих сегнетоеластиків. Принципово важливі результати отримані Звягіним при вивченні низькотемпературних структурних і магнітних фазових переходів у кристалах із сильною спин-фононною взаємодією. У піонерських дослідженнях динамічних резонансних властивостей низьковимірних (квазіодновимірних і квазідвовимірних) магнетиків були відкриті принципово нові обмінні моди коливань у таких магнітних системах. Також важливі результати отримані Звягіним зі співавторами при вивченні магнітних властивостей недопованих купратів, які при оптимальному допуванні проявляють властивості високотемпературних надпровідників.

## Вибрані публікації
1. A.G. Anders, A.I. Zvyagin, M.I. Kobets, L.N. Pelikh, E.N. Khats' ko, V.G. Yurko, Effect of Short Range Order on the Magnetic Properties of Copper Tungstates, Soviet physics JETP V. 35, N 5, 934—936 (1972).
2. А. И. Звягин, Т. С. Стеценко, В. Г. Юрко, Р. А. Вайшнорас, Низкотемпературный фазовый переход в KDy(MoO4)2 вызванный кооперативным эффетом Яна-Теллера, Письма в ЖЭТФ Т.17, вып. 5 с. 189—193 (1973) [JETP Lett. V. 17, 135 (1973)].
3. Т. С. Стеценко, А. М. Пшисуха, С. Д. Ельчанинова, А. И. Звягин, Энергетический спектр иона Dy3+ в монокристаллах системы KY(MoO4)2*KDy(MoO4)2 , Оптика и спектроскопия. Т. 34, вып. 1, 227 (1973).
4. С. Д. Ельчанинова, А. И. Звягин, Т. С. Стеценко, Л. Н. Пелих, Е. Н. Хацько, Низкотемпературный структурный фазовый переход в CsDy(MoO4)2, Физика Низких Температур Т. 1, N 1, 79-82 (1975) [Sov. J. Low Temp. Phys. V. 1, 39 (1975)].
5. А. М. Пшисуха, А. С. Черный, А. И. Звягин, Эффект низкой симметрии в ЕПР спектре иона  Er3+ в KY(MoO4)2 , Физика Низких Температур Т. 1, N 4, 473—477 (1975) [Sov. J. Low Temp. Phys. V. 1, 233 (1975)];
6. A.M. Pshisukha, A.I. Zvyagin, and A.S. Chernyi, Особенности спектров ЭПР кристаллов KY(MoO4)2 — KEr(MoO4)2 , обусловленные низкой симметрией структуры, Физика Низких Температур Т. 2, N 3, 339—346 (1976) [Sov. J. Low Temp. Phys. V. 2, 18 (1976)].
7. А. И. Отко, Н. М. Нестеренко, А. И. Звягин, Сегнетоупругие фазовые превращения в двойных тригональных молибдатах и вольфраматах, Известия Академии Наук СССР, Серия Физическая Т. 43, N 8, 1675—1684, (1979).
8. S.D. El'chaninova, A.G. Anders, A.I. Zvyagin, M.I. Kobets, Yu.G. Litvinenko, Change in local environment of Dy3+ ions at the structural phase transition in CsDy(MoO4)2 , Физика Низких Температур Т. 7, N 2, 187—191, (1981).
9. С. Д. Ельчанинова, А. И. Звягин, Фазовый переход в CsDy(MoO4)2 и электронный спектр иона Dy3+, Физика Низких Температур Т. 9, N 11, 1200—1205, (1983).
10. M.B. Zapart, W. Zapart, A.I. Zvyagin, Phase transitions in ferroelastic RbIn(MoO4)2 crystals by electron paramanetic resonance of Cr3+ ions, Physica status solidi (a) V. 82, N 1, 67-73 (1984).
11. I.M. Vitebskii, S.V. Zherlitsyn, A.I. Zvyagin, A.A. Stepanov, V.D. Fil’, Elastic characteristics of KDy(MoO4)2 in the region of structural transition, Физика Низких Температур Т. 12, 1108—1111, (1986) [Sov. J. Low Temp. Phys. V. 12, 626 (1986)].
12. А. И. Звягин, В. И. Кутько, Спектр колебаний и структурные фазовые переходы в молибдате цезия-висмута, Физика Низких Температур Т. 13, N 5, 537—540, (1987).
13. В. А. Багуля, А. И. Звягин, В. И. Кутько, А. А. Мильнер, И. В. Скоробогатова, Исследование эффекта Зеемана низкоэнергетических состояний KDy(MoO4)2 при низкотемпературном фазовом переходе, Физика Низких Температур Т. 14, N 11, 1215—1218, (1988).
14. P. Stefányi, A. Feher, A. Orendáčová, E.E. Anders, A.I. Zvyagin, Magnetic phase transition in layered CsGd (MoO4)2 , Journal of magnetism and magnetic materials V. 73, N 1, 129—130, (1988)
15. V. I. Kut'ko, I. V. Skorobogatova, V. A. Bagulya, Yu. N. Kharchenko, and A. I. Zvyagin, Спектроскопические исследования низкоэнергетических состояний системы KDy(MoO4)2-KY(MoO4)2, Физика Низких Температур Т. 17, N 8, 1023—1030 (1991) [Sov. J. Low Temp. Phys. V. 17, 533 (1991)].
16. A.G. Anders, A.I. Zvyagin, Yu.V. Pereverzev, A.I. Petutin, A.A. Stepanov, AFMR and subthreshold two-magnon absorption in quasi-one-dimensional antiferromagnet CsMnCl3, 2H2O, Journal de Physique Colloques V. 39 (C6), C6-739-C6-740, (1978).
17. M.I. Kobets, A.A. Stepanov, A.I. Zvyagin, Resonance properties of NH3-(CH2)2-NH3 MnCl4, an ideal two-dimensional antiferromagnet with the Dzyaloshinsky interaction, Physica B+C 108 (1-3), 843—844, (1981)
18. Zvyagin, A. I.; Kobets, M. I.; Krivoruchko, V. N.; Stepanov, A. A.; Yablonskii, D. A. Magnetic resonance and the phase transitions in the two-dimensional antiferromagnet (NH3)2(CH2)3MnCl4 // Zh. Éksp. Teor. Fiz. — 1985. — Вип. 89. — С. 2298–2317.
19. V.G. Baryakhtar, A.I. Zvyagin, M.I. Kobetz, V.N. Krivoruchko, A.A Stepanov, D.A Yablonsky, Quasi-2-dimensional 4-sublattice antiferromagnet with essentially noncollinear structure (NH3)2(CH2)3MNCL4, Физика Низких Температур Т. 11, N 10, 1113—1115, (1985)
20. Zvyagin, A. I.; Krivoruchko, V. N.; Pashchenko, V. A.; Stepanov, A. A.; Yablonskii, D. A. Orientational phase transition in a two-dimensional four-sublattice antiferromagnet (NH3)2(CH2)3MnCl4 subjected to an inclined magnetic field // Zh. Eksp. Teor. Fiz. — 1987. — Вип. 92. — С. 311–318.
21. В. А. Багуля, А. И. Звягин, М. И. Кобец, А. А. Степанов, А. С. Заика, Исследование низкотемпературного фазового перехода в KDy(MoO4)2 методом ЭПР в субмиллиметровом и миллиметровом диапазонах длин волн. Физика Низких Температур Т. 14, N 5, 493—498 (1988) [Sov. J. Low Temp. Phys. V. 14, 270 (1988)].
22. N. Chattopadhyay, P.J. Brown, A.A. Stepanov, P. Wyder, J. Voiron, A.I. Zvyagin, S.N. Barilo, D.I. Zhigunov, and I. Zobkalo, Magnetic phase transitions in Gd2CuO4, Physical Review B V. 44, 9486 (1991).